# Parc urbain Pinède de Castel Fusano
Le parc urbain Pineta Castel Fusano (italien : Parco urbano Pineta di Castel Fusano) est une aire protégée créée en 1980 par la région du Latium dans la ville de Rome.
D'origine ancienne, la Pinède couvre une superficie de 916 hectares et est située à cinq kilomètres au sud-est de l'embouchure du Tibre. Elle est le plus grand espace vert de Rome. Depuis 1996, la Pinède de Castel Fusano fait partie de la Réserve naturelle d'État du Littoral romain.

## L'histoire

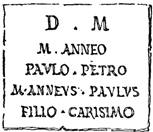
Inscription sur un tombeau de l'ancienne via Severiana, Ostie.

La zone du Parc urbain était déjà traversée à l'époque romaine par des voies reliant Rome et la mer, telle l'antique via Severiana, construite en l'an 198 par l'empereur Septime Sévère.
La masse Fusana apparaît en 1074 parmi les biens donnés par Grégoire VII à l'abbaye de Saint-Paul-hors-les-Murs[réf. nécessaire], et, plus tard, en 1183 est déjà divisée en de multiples propriétés, y compris la portion donnée à l'abbaye de Saint-Anastase des Trois Fontaines qui comprenait l'église de S. Maria de Fusano. À l'époque médiévale, certains actes ont démontré l'abondance de gibier et son exploitation sur la partie des Ostiensi. Cette zone verte faisait partie de l'environnement du château appartenant à la famille Orsini.
En 1453, le casale et la succession de S. Marie de Fusano appartenait à la famille des Papazzurri[réf. nécessaire].
La zone a ensuite été détenue par le Monastère de San Saba, puis à la famille Mazzinghi.
En 1620, Vincenzo Mazzinghi de la nation florentine, a cédé la partie appelée Tumoleto de Fassano au Cardinal Giulio Sacchetti.
Les Sacchetti avaient réuni, avec la famille Theodoli un total de plus de 2 000 hectares de terres en 1634.
En 1713, les Sacchetti ont transformé le secteur en forêt de pins, couvrant artificiellement les propriétés de près de 7000 pins domestiques (Pinus pinea) et plantant près de la mer plusieurs chênes verts (Quercus ilex), afin d'enrichir le maquis méditerranéen. Ils ont planté également des ormes, des peupliers et des saules le long des berges des canaux.
En 1755, le Prince Agostino Chigi a acquis la pinède des Sacchetti. En 1888, les Chigi ont loué la zone au roi Umberto Ier.
En 1932, le Gouverneur de Rome a acheté la forêt de pins au prince Francesco Chigi, qui a conservé pour lui le château et une partie de la propriété, et le 21 avril 1933, la pinède a été ouverte au public.
Après la Seconde Guerre mondiale, la Pinède sera traversée par la via Cristoforo Colombo, connexion historique des Romains avec la mer.
La Région du Latium en a fait le 26 juin 1980 un parc urbain.
En 1987, a été établie la Réserve naturelle du Littoral Romain,, et avec l'Arrêté Ministériel établissant le 29 mars 1996, la Réserve comprenait les zones d'intérêt archéologique, environnemental et agricole des municipalités de Fiumicino et Rome, y compris le Parc Urbain de la Pinède de Castel Fusano.
Le plan de gestion du Parc civique de Castel Fusano devait être approuvé dans un délai de six mois à compter de la création du parc.
Pour faire pression sur les institutions locales et mettre davantage l'accent sur le territoire, l'État a créé le Comité municipal de l'Environnement du Municipio XIII, aussi appelé le Comité Civique Intérieur XIII,

## La via Severiana
Quelques fragments de dalles utilisées pour paver la via Severiana, une ancienne route romaine qui rejoint l'antique Fiumicino avec Terracina, sont encore visibles dans le Parc Urbain. Une partie de la route romaine avait été retirée par les Chigi, des opérations de restitution ont eu lieu au début du XXe siècle. Citons Antonio Nibby:

« da Castrum Inui ad Anzio, entrando nella via litorale Severiana,si hanno circa 12 miglia di cammino, e quantunque l’antico lastricato sia presso che intieramente scomparso, pure di tratto in tratto se ne incontrano vestigia, che non lasciano dubbio veruno della sua direzione. »

— Nibby 1837, 450-451

## Flore

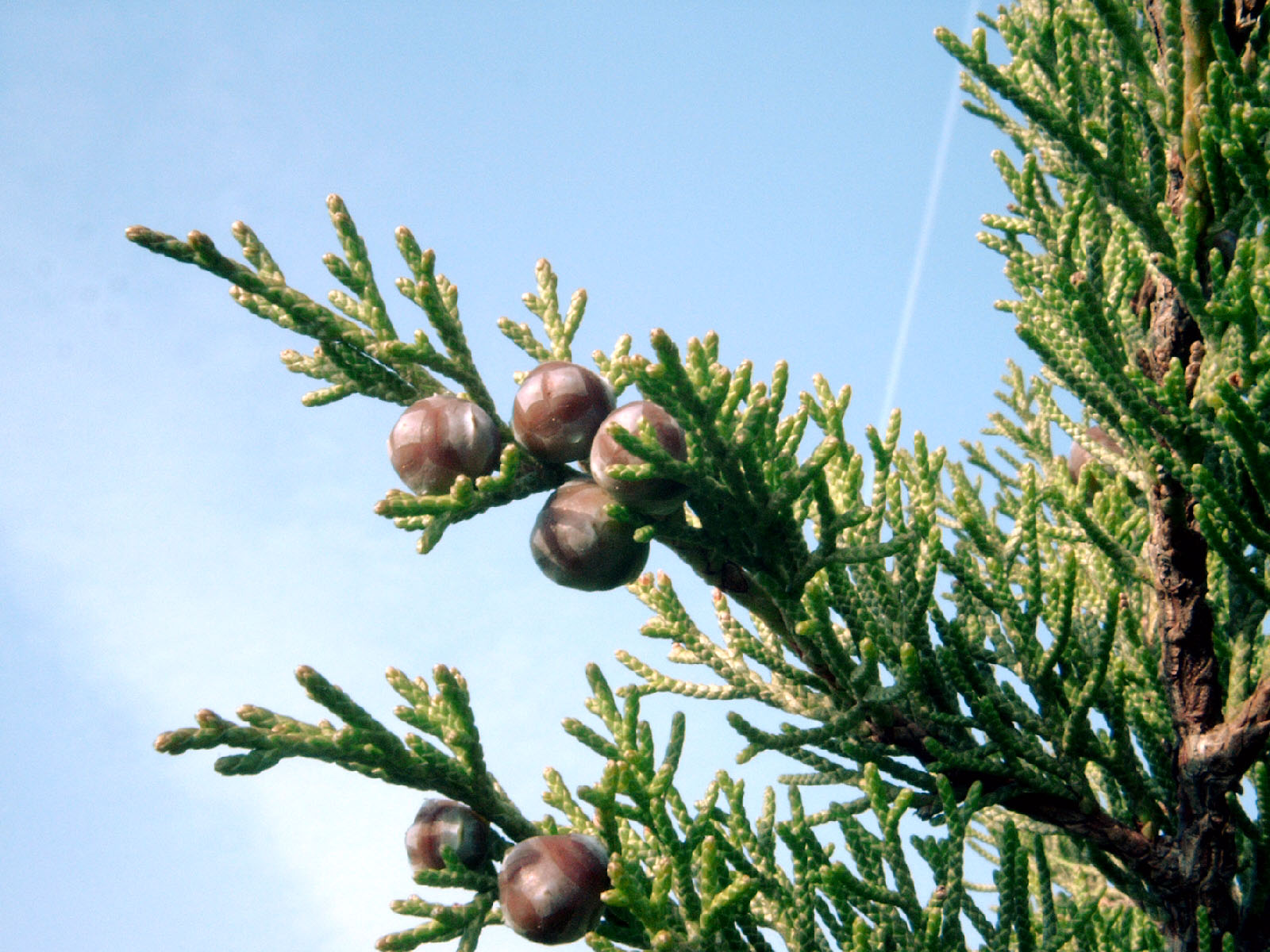
Une branche de genièvre phénicienne (Juniperus phoenicea)

Une étude de la flore a identifié la présence de 455 espèces réparties en 272 genres et 73 familles.
Il y a une forte présence du maquis méditerranéen, de chênes et de pins parasols (Pinus pinea) introduits par l'homme au cours des siècles. Parmi les différentes espèces, on trouve l'arbousier, le lentisque, phillyrea, la bruyère, la myrte, l'alaterne, le genévrier de Phénicie, le romarin et l'osiris.

## Faune

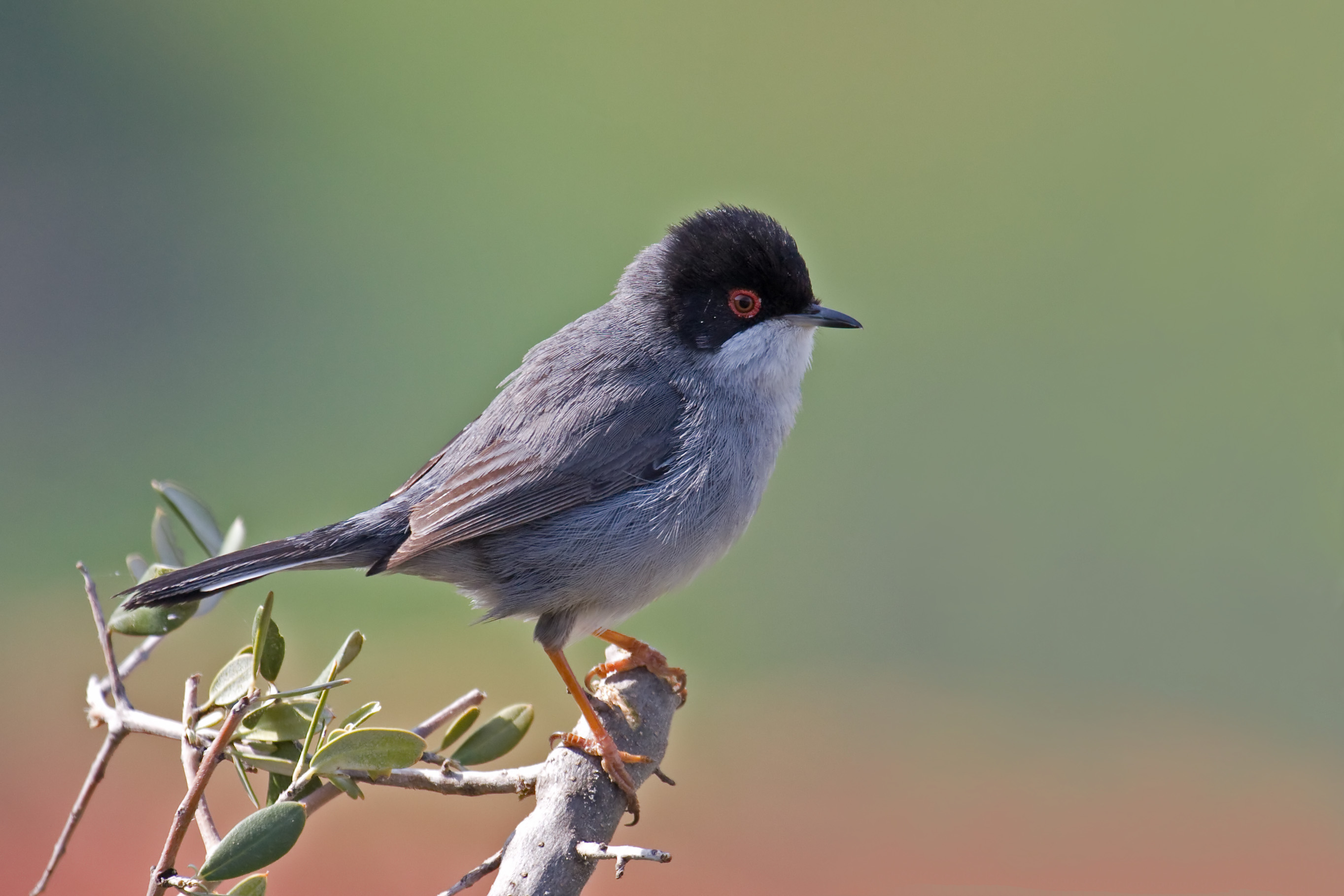
Une fauvette sarde (Sylvia melanocephala)

La région est depuis l'Antiquité remplie de gibier et d'oiseaux. À certaines périodes, la surexploitation de la chasse a conduit les autorités locales à émettre des interdictions sur la chasse pour les populations voisines; par exemple, le 5 juin 1277 il y a eu "l'interdiction du colportage et du transit sans autorisation." La famille Sacchetti a ensuite rétabli l'autorisation du colportage et la "chasse au sanglier, chevreuil, cerf, lièvre, porc-épic et hérisson", mais l'activité a été probablement excessive étant donné qu'un siècle après, une décision du pape Benoît XIII a institué à nouveau la réserve de chasse avec des sanctions sévères pour les contrevenants.
Dans le passé, on trouvait de grands mammifères aujourd'hui disparus de la région: le cerf rouge (Cervus elaphus), le chevreuil (Capreolus capreolus), le sanglier (Sus scrofa), le daim (Dama Dama).
Actuellement on rencontre des renards (Vulpes vulpes), belettes, hérissons (Erinaceus europaeus), porcs-épics (Hystrix cristata), taupes (Talpa europaea), lapins (Oryctolagus cuniculus) et lièvres.
Parmi les oiseaux, on peut observer le pic, la huppe fasciée (Upupa epops), la fauvette à tête noire (Sylvia atricapilla), le troglodyte (Troglodytes troglodytes), la fauvette sarde (Sylvia melanocephala), le rouge queue (Phoenicurus phoenicurus), le coucou, la rousserolle effarvatte (Qui scirpaceus), la grande aigrette (Egretta garzetta), les hérons (Ardea purpurea , et Ardea cinerea), le martin-pêcheur (Alcedo atthis), les poules d'eau (Gallinula chloropus), les échasses blanches (Himantopus himantopus), ainsi que d'autres espèces typiques du maquis méditerranéen.
On recense également des espèces d'insectes rares.

## Le feu
La forêt de pins est souvent affectée par l'action de pyromanes ou d'incendies non identifiés. Des centaines de foyers d'incendies au cours des dernières années ont dévasté la Réserve. Certains ont causé des dommages à l'environnement, difficilement récupérables dans les décennies à venir.
Le 4 juillet 2000, 300 à 350 hectares de pins centenaires de la forêt ont été touchés par un incendie, et 280 acres ont été complètement détruits,.
D'autres graves incendies qui ont dévasté la réserve de pinus pinea , le 9 juillet 2002, de juin à septembre 2003, le 11 juillet 2004 et le 1er juillet 2005,.
En juillet 2008, au moins 80 hectares de forêt de pins ont été détruits par des incendies en série intentionnels,.
Le Ministère de l'Environnement et de la Protection de la Terre et de la Mer a inséré le parc dans la Réserve Naturelle du Littoral Romain, par la Loi du 21 novembre 2000, n. 353,.

## Les zones environnantes
- Casal Palocco
- Castel Fusano
- Castel Porziano
- Lido di Ostia